# V.92
V.92 es una recomendación de la UIT-T titulada "Mejoras a la Recomendación V.90" ("Enhancements to Recommendation V.90"). Esta norma establece un estándar para módems que permite transmisiones de hasta 56 Kbit/s en el canal de bajada y 48 Kbit/s en el canal de subida, aumentando la velocidad del canal de subida en un 30%. Además utiliza PCM para ambos canales mientras los anteriores módems de 56K usaban PCM únicamente para la bajada de datos.
V.92 fue presentado en agosto de 1999. Pensado como el sucesor del estándar V.90, no alcanzó demasiado éxito debido a la proliferación del acceso a internet de banda ancha

## Mejoras sobre la recomendación V.90
El v.92 fue el sucesor del V.90 en módems de 56 kbps establecido por la UIT en junio de 2000. Esta norma mejora la velocidad de conexión para millones de usuarios, además les permite aceptar llamadas mientras navegan, aumenta la velocidad de descarga y permite el manejo más fácil de las llamadas.
Las llamadas se aceptan y la conexión a internet no se corta pero se queda en estado "pendiente". No se puede hablar y navegar por internet a la vez.
Permite 3 funciones nuevas: "Modem on Hold","Quick Connect", "V.PCM upstream". La primera es la, ya nombrada capacidad de recibir llamada mientras se navega. Gracias a esta tecnología el teléfono del usuario no dará tono de ocupado mientras navega por internet. La segunda hace referencia al aumento de la velocidad de conexión. El módem puede comparar la nueva llamada con la anterior y, si las condiciones de la línea son similares (como muchas veces ocurrirá cuando llama al mismo POP de la misma línea telefónica), puede omitir partes de la secuencia de pruebas. Esto puede reducir el tiempo de conexión en 50% o más. Y la tercera hace referencia a la mayor velocidad de envío de datos. Es especialmente buena en caso de que el usuario le guste jugar por internet, por ejemplo, ya que envía los comandos a gran velocidad.